# Neuf fils du dragon
Les neuf fils du dragon (chinois simplifié : 龙生九子 ; chinois traditionnel : 龍生九子 ; pinyin : lóngshēng jiǔzǐ) ou neuf dragons (九龙 / 九龍, jiǔlóng cantonais : Kowloon) sont des créatures de la mythologie chinoise. On retrouve certains d'entre eux comme protecteurs sur la majorité des édifices impériaux ou religieux dans tout le monde chinois (Chine, Japon, Vietnam, Corée). 
On les retrouve également parfois sous la représentation de neuf dragons tenant chacun une perle dans leurs griffes. 

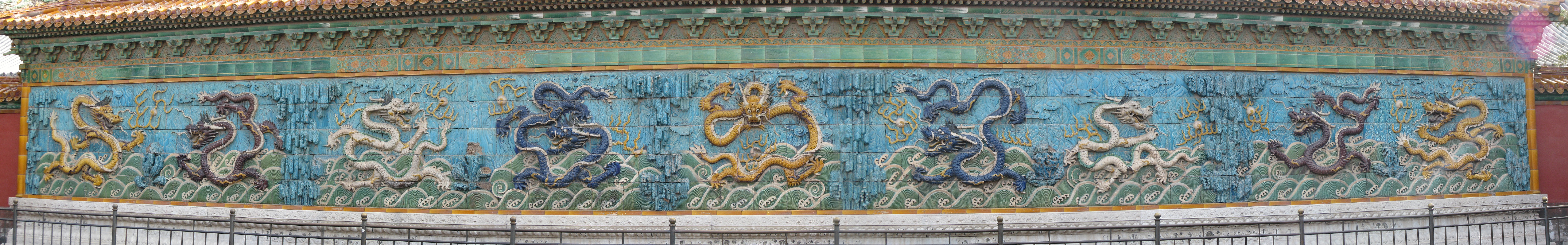
Le mur des neuf dragons, dans la Cité interdite à Pékin.

## Les neuf fils

### Version de  Li Dongyang
L'expression « le dragon a neuf fils » existait déjà sous la dynastie Ming, quand l'empereur Ming Xiaozong demanda à Li Dongyang 李东阳（1447－1516), lettré employé au palais, quels étaient leurs noms. Li Dongyang n'en savait rien, mais pour satisfaire l'empereur il proposa une liste de créatures fantastiques et auspicieuses présentes dans les textes antiques et les arts décoratifs. Comme l'introduction de cette liste qui se trouve dans le recueil Huáilùtáng jí (怀麓堂集) le précise, « les neuf fils ne sont pas des dragons, [mais] chacun a son talent » :
- 1er Qiúniú (囚牛), aime la musique, on le retrouve sur de nombreux instruments à cordes.
- 2e Yázì (zh) (睚眦) a mauvais caractère, on le retrouve sur les armes antiques.
- 3e Cháofēng (zh) (嘲风) ne craint rien, il aime prendre des risques, on le retrouve à l'angle des toits de nombreux bâtiments impériaux.
- 4e Púláo (zh) (蒲牢) adore rugir, lorsqu'il rencontre la grande baleine, il rugit de peur, on le retrouve notamment sur les cloches.
- 5e Suān’ní (zh) (狻猊) ressemble à un lion, on le retrouve sur les pieds des encensoirs ou en protecteur devant les portes.
- 6e Bìxì (s:赑屃/t:贔屭) ressemble à une tortue, il a une grande force et peut porter de très lourdes choses, il aime également l'écriture. On le retrouve souvent portant de hautes stèles comportant des textes.
- 7e Bì’àn (狴犴) ressemble à un tigre, il est sage et peut déterminer qui est bon et qui est méchant, il apparaît dans les prisons et les tribunaux.
- 8e Fùxì (s:负屃/t:負屭) aime la littérature, il est représenté sur des tablettes comportant de longs textes et parfois sur des sceaux.
- 9e Chīwěn (螭吻) ou Chīwěi (鸱尾) possède un corps de carpe et une tête de dragon, on le retrouve à l'angle des toits, il protège des incendies.

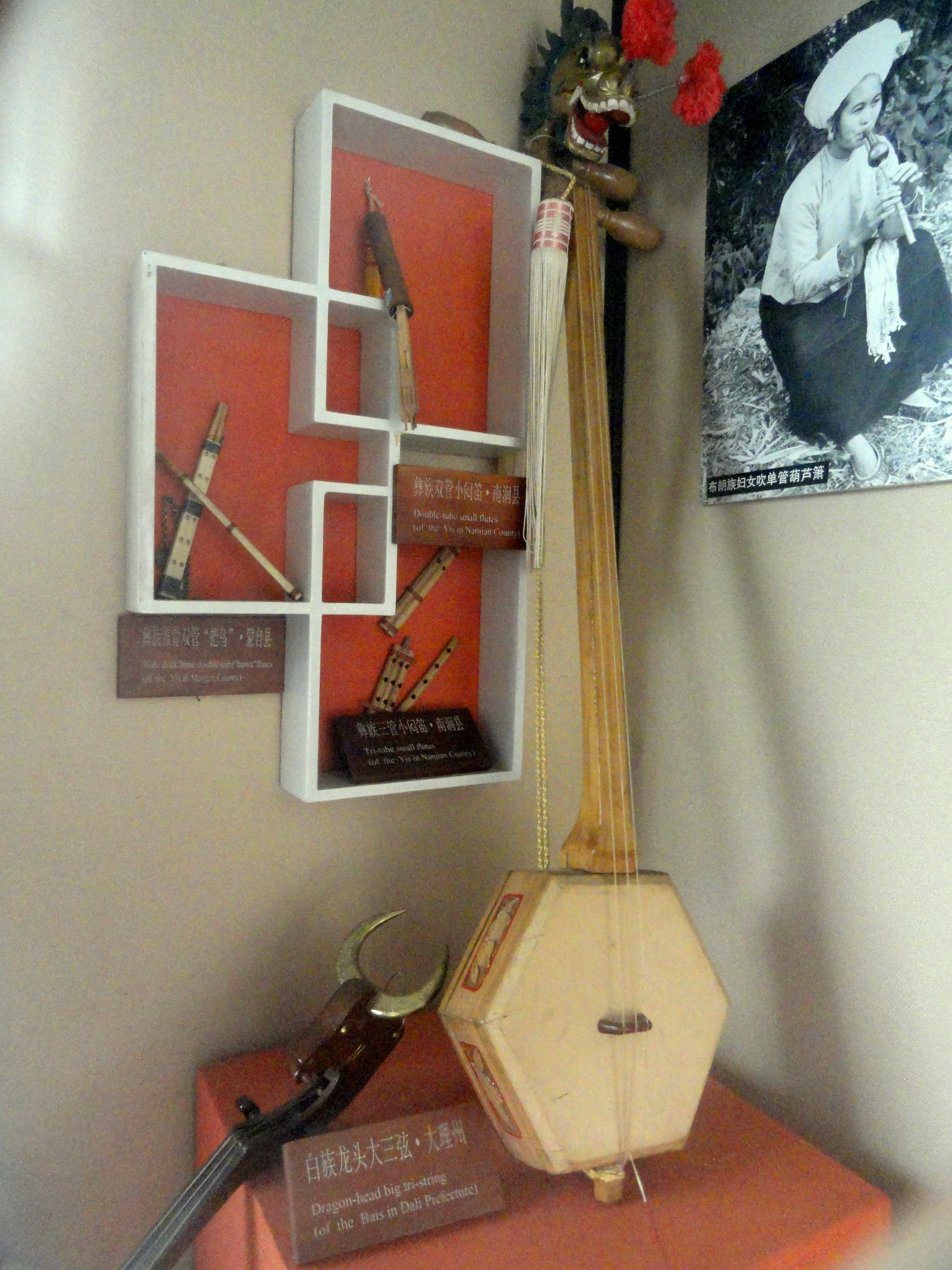
Qiúniú (囚牛)
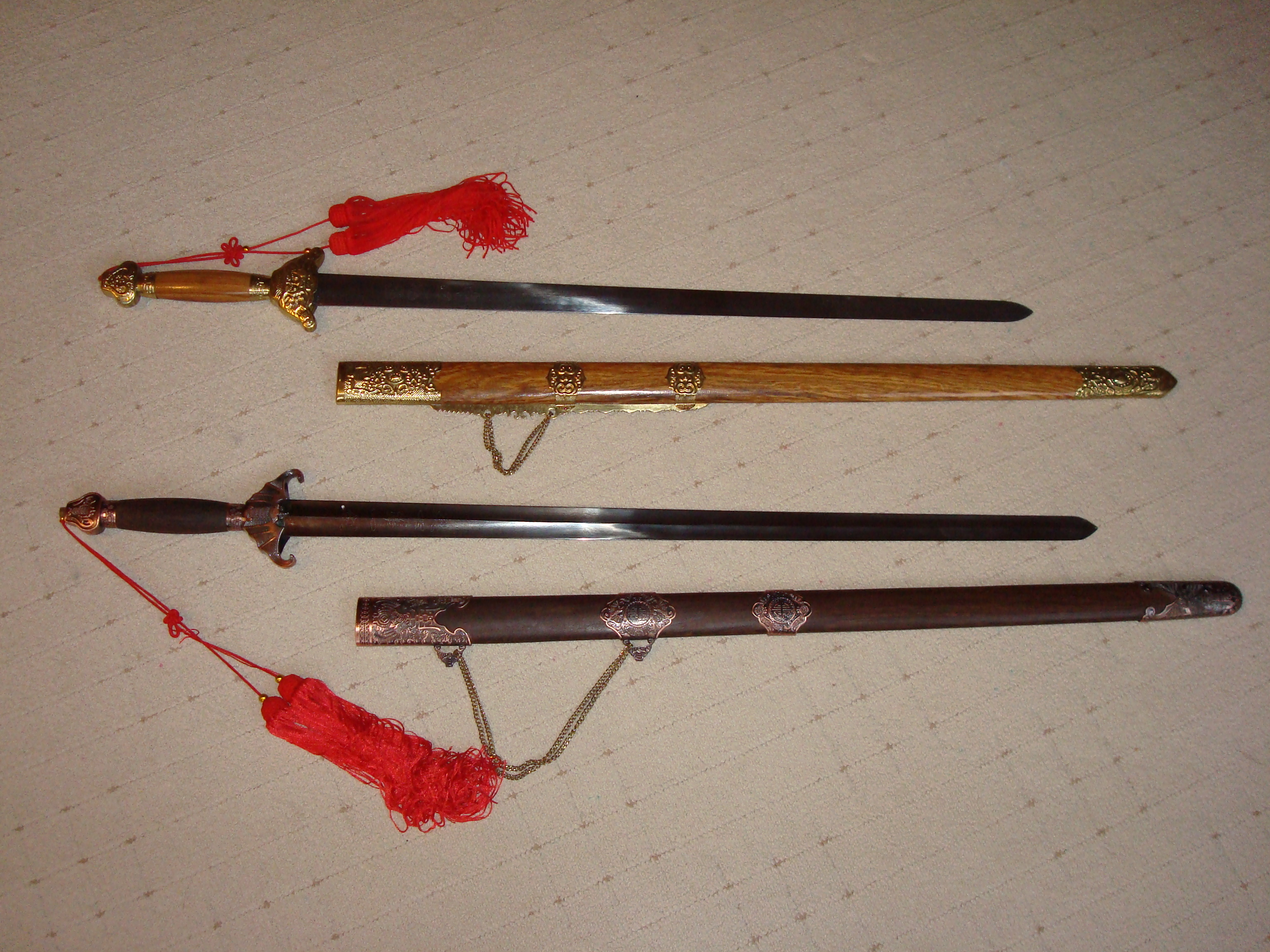
Yázì (zh) (睚眦)
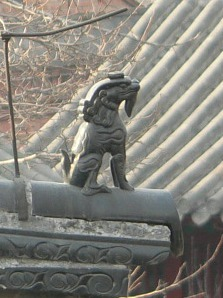
Cháofēng (zh) (嘲风)
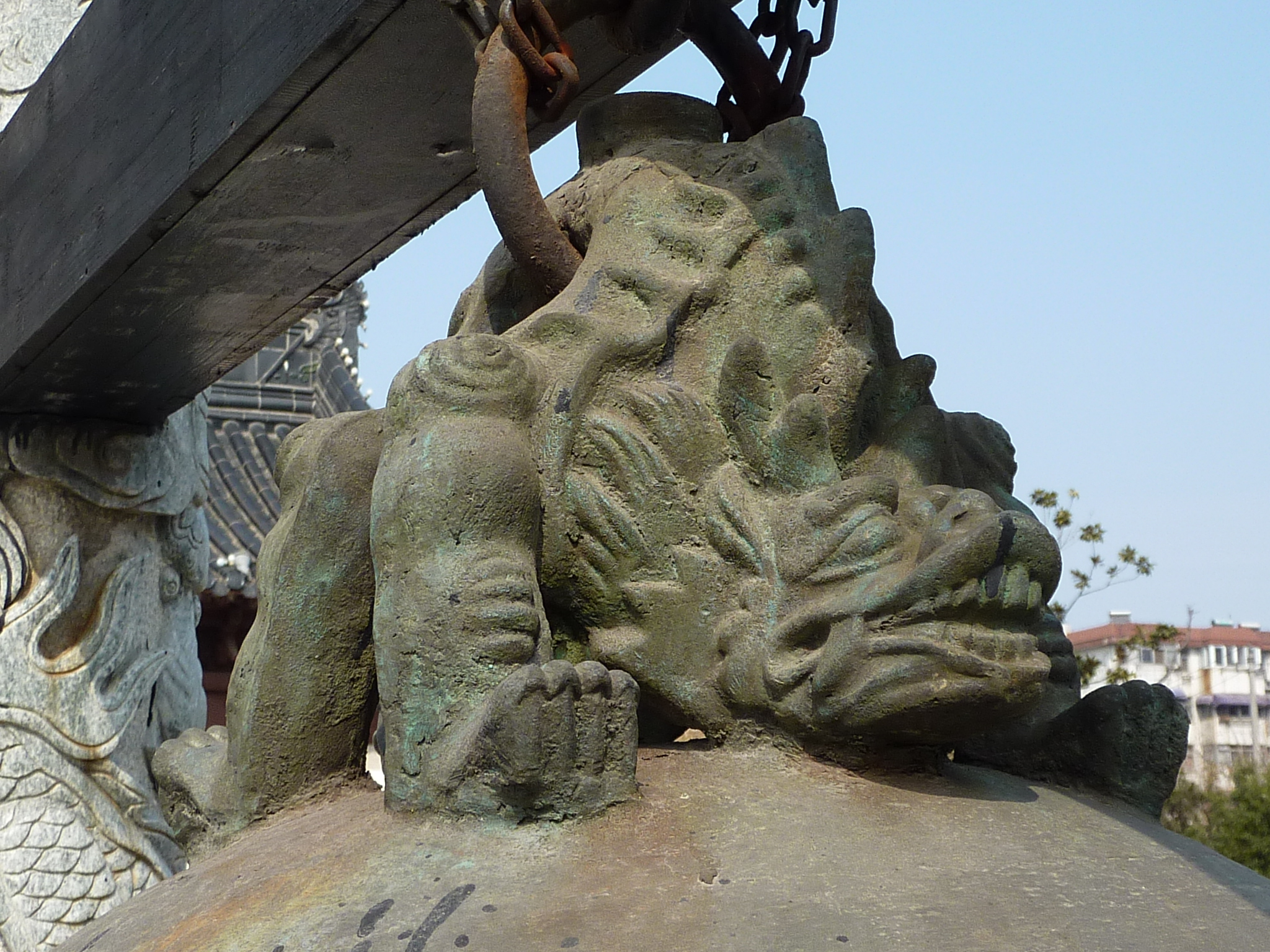
Púláo (zh) (蒲牢)
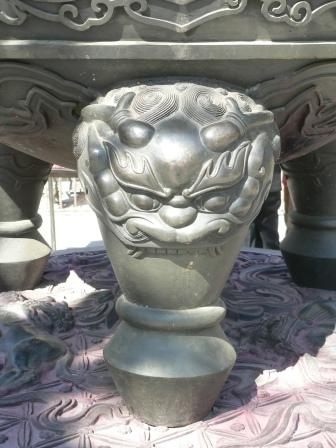
Suān’ní (zh) (狻猊)
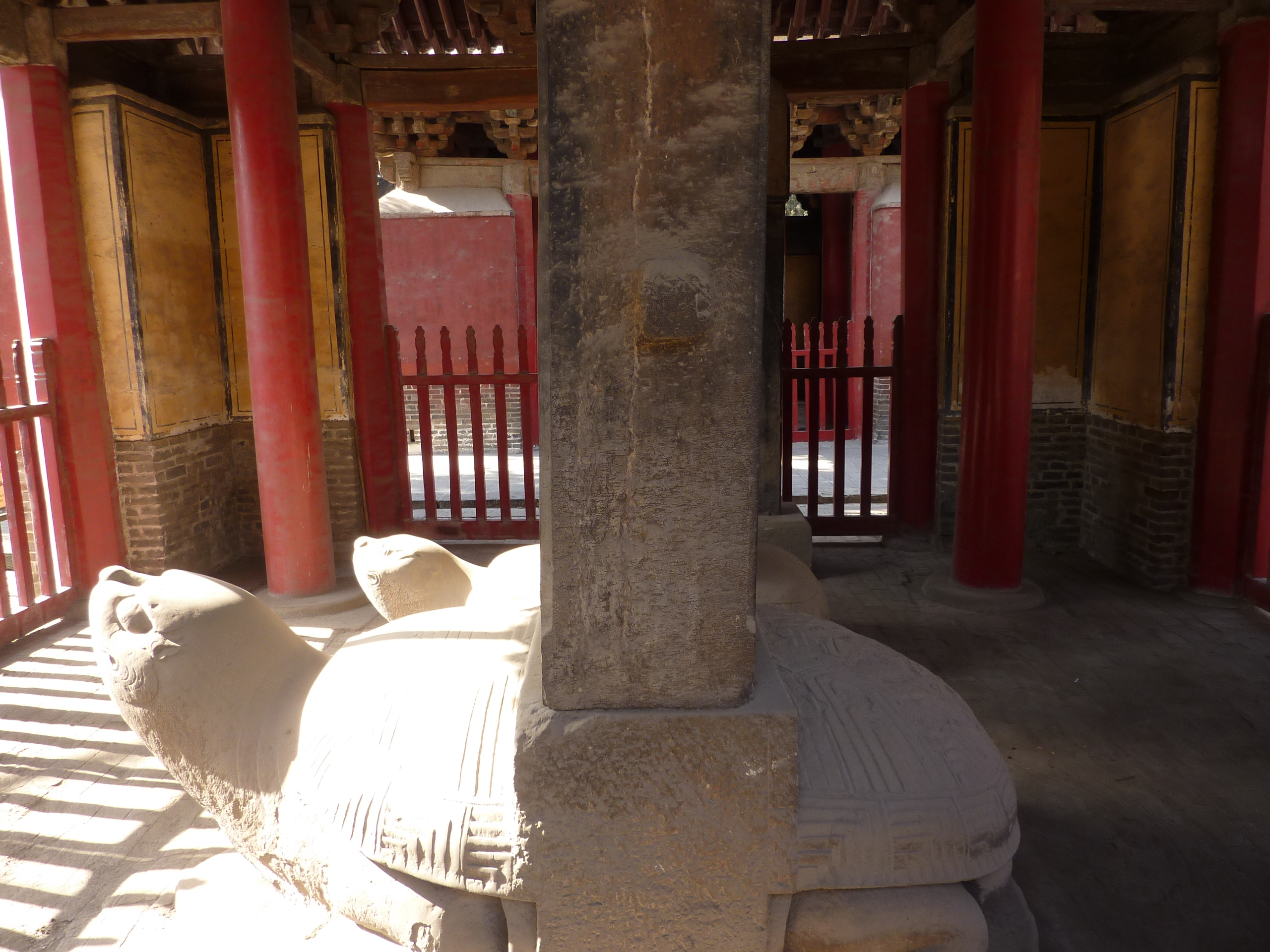
Bìxì (s:赑屃/t:贔屭)
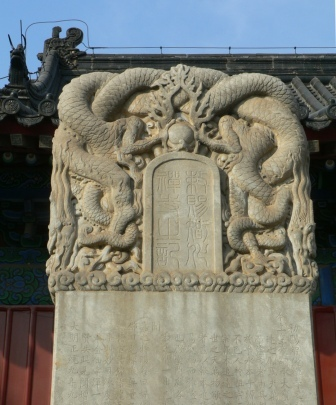
Fùxì (s:负屃/t:負屭)
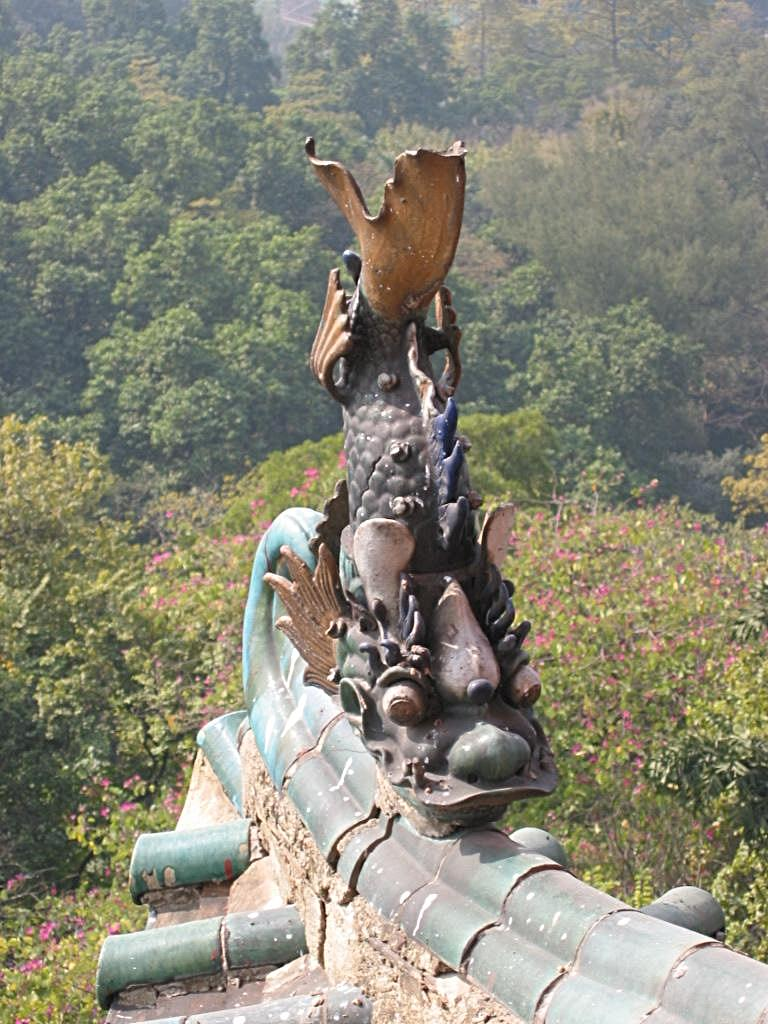
Chīwěn (螭吻)

### Version de Yang Shen
Yáng Shèn (杨慎) de la dynastie Ming donne une liste un peu différente dans le Shēng'ān wàijí (《升庵外集》anthologie non officielle de Sheng'an):
- 1er Bìxì (s :赑屃/t :贔屭)
- 2e Chīwěn (螭吻) ou Chīwěi (鸱尾)
- 6e Púláo (蒲牢)
- 4e Bìàn (狴犴)
- 5e Tāotiè (饕餮, chinois archaïque ：thau thet）
- 6e Bāxià (𧈢𧏡)（se prononce comme “八夏”, écrit parfois 蚣蝮)
- 7e Yázì (睚眦)
- 8e Suān’ní (狻猊)
- 9e Jiāotú (椒图)

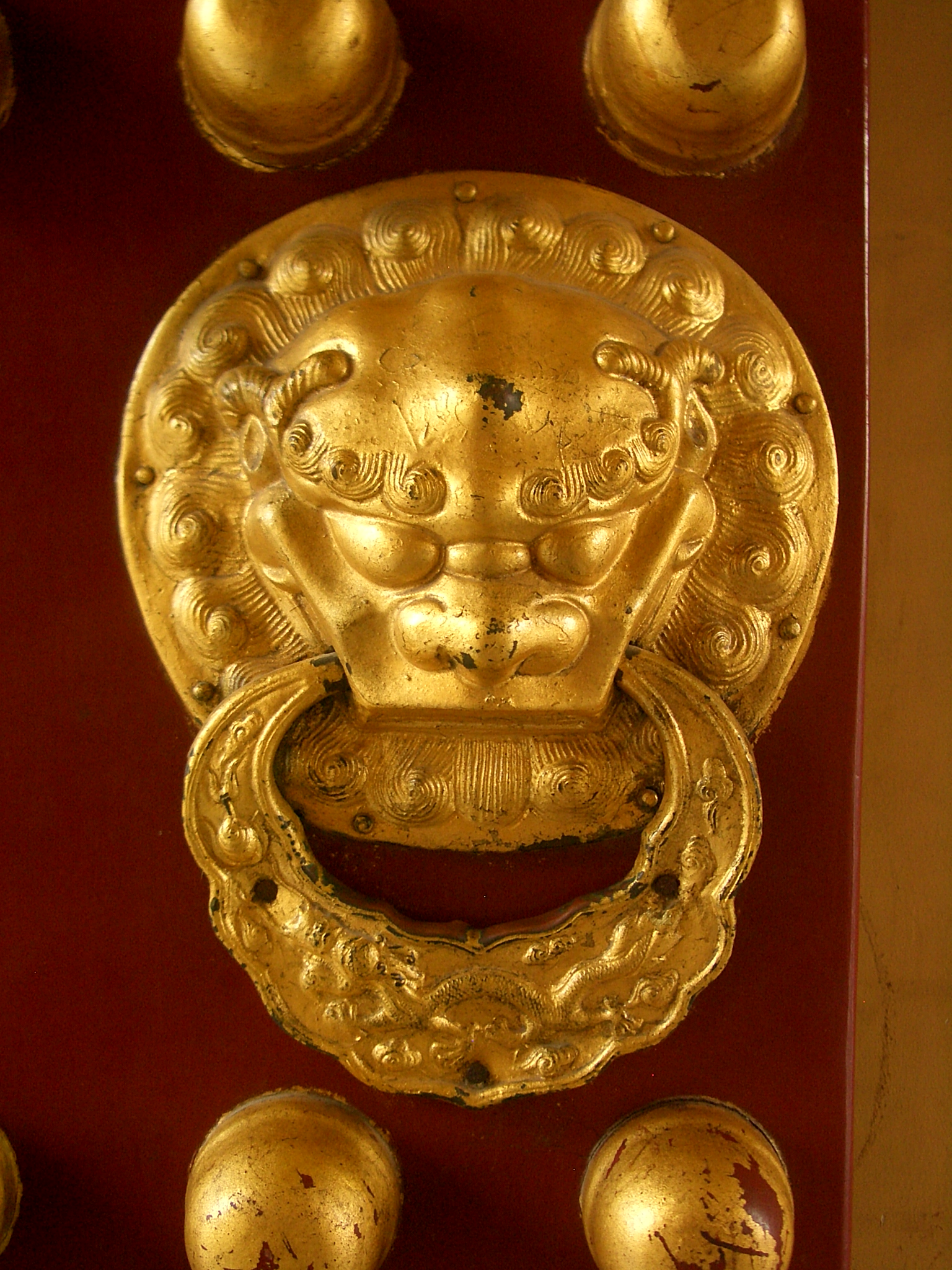
Jiāotú (椒图)
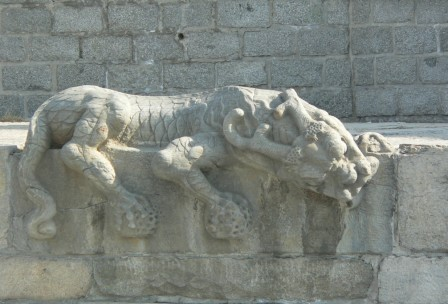
Bāxià (𧈢𧏡)

## Autres versions
Sont parfois également présentés comme fils du dragon :
- Chīshǒu (螭首) aime l'eau, on le retrouve à l'angle des bâtiments, il est parfois confondu avec chiwen du fait de son affinité avec l'eau ; il se reconnait à son museau retroussé.
- Qílín (麒麟)
- Hǒu (犼), Wàngtiānhǒu 望天吼, Cháotiānhǒu (朝天吼) ou encore Dēnglóng 蹬龙
- Píxiū (貔貅) (chinois archaïque : bjii hiu), on le retrouve souvent sur les pendentifs de jade.

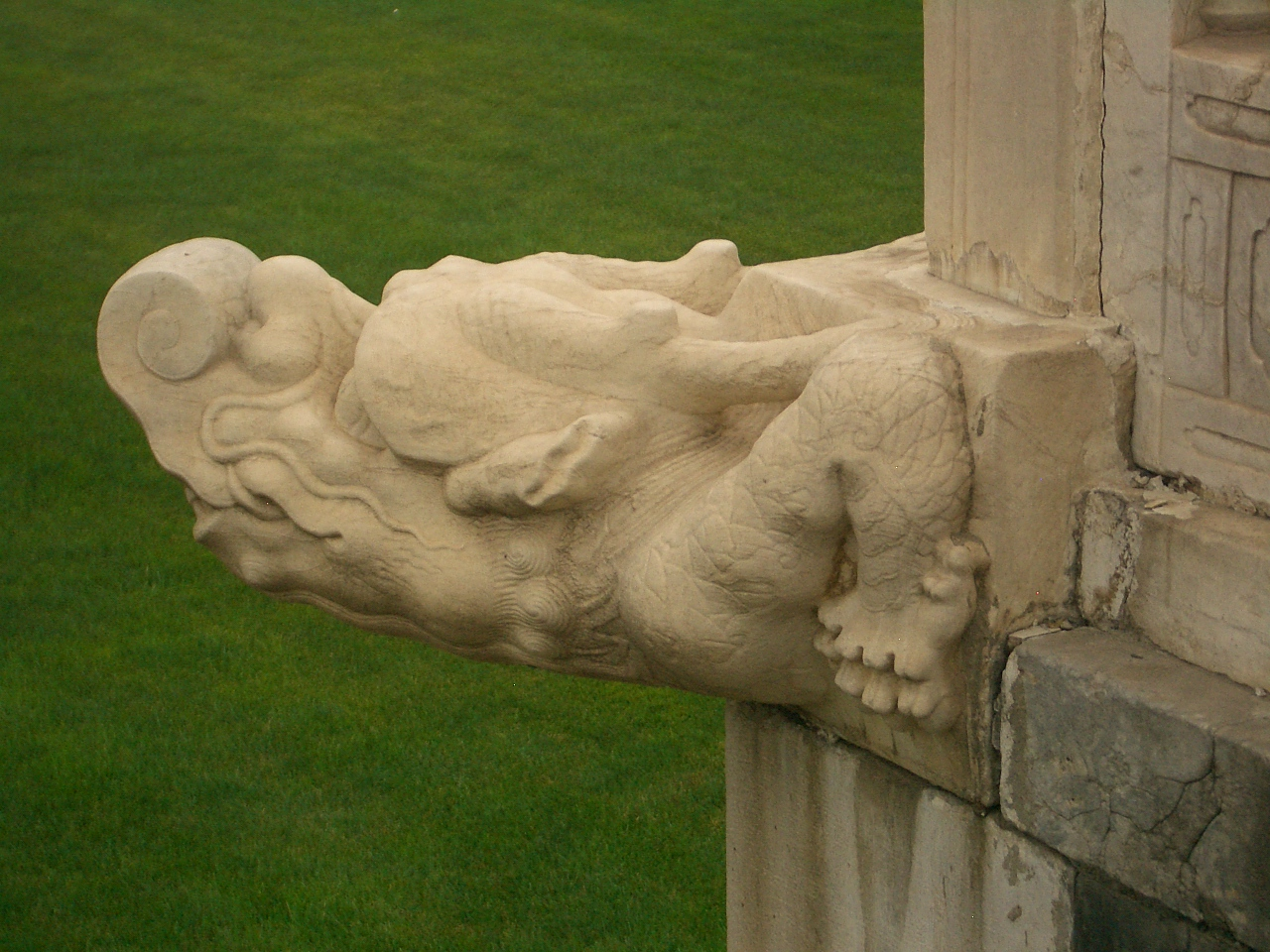
chīshǒu (螭首)
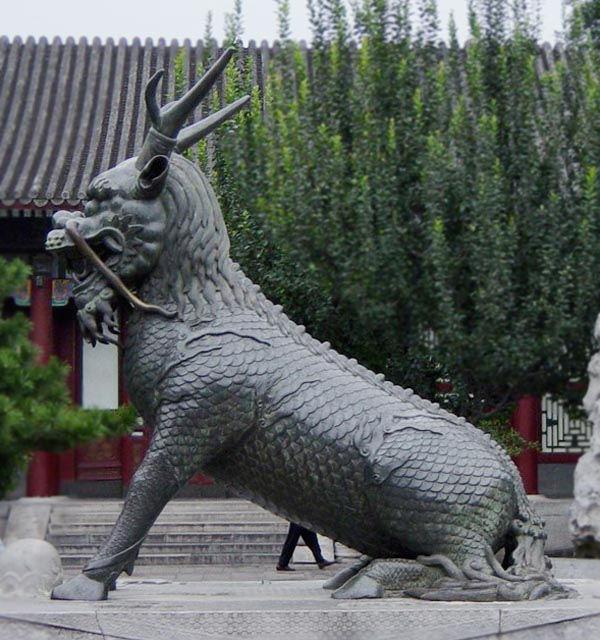
qílín (麒麟)
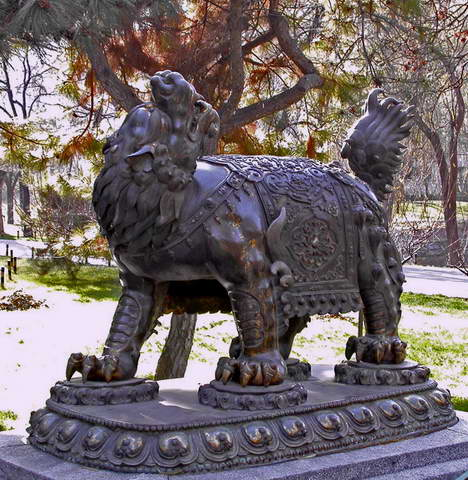
Wàngtiānhǒu (朝天吼 (犼))
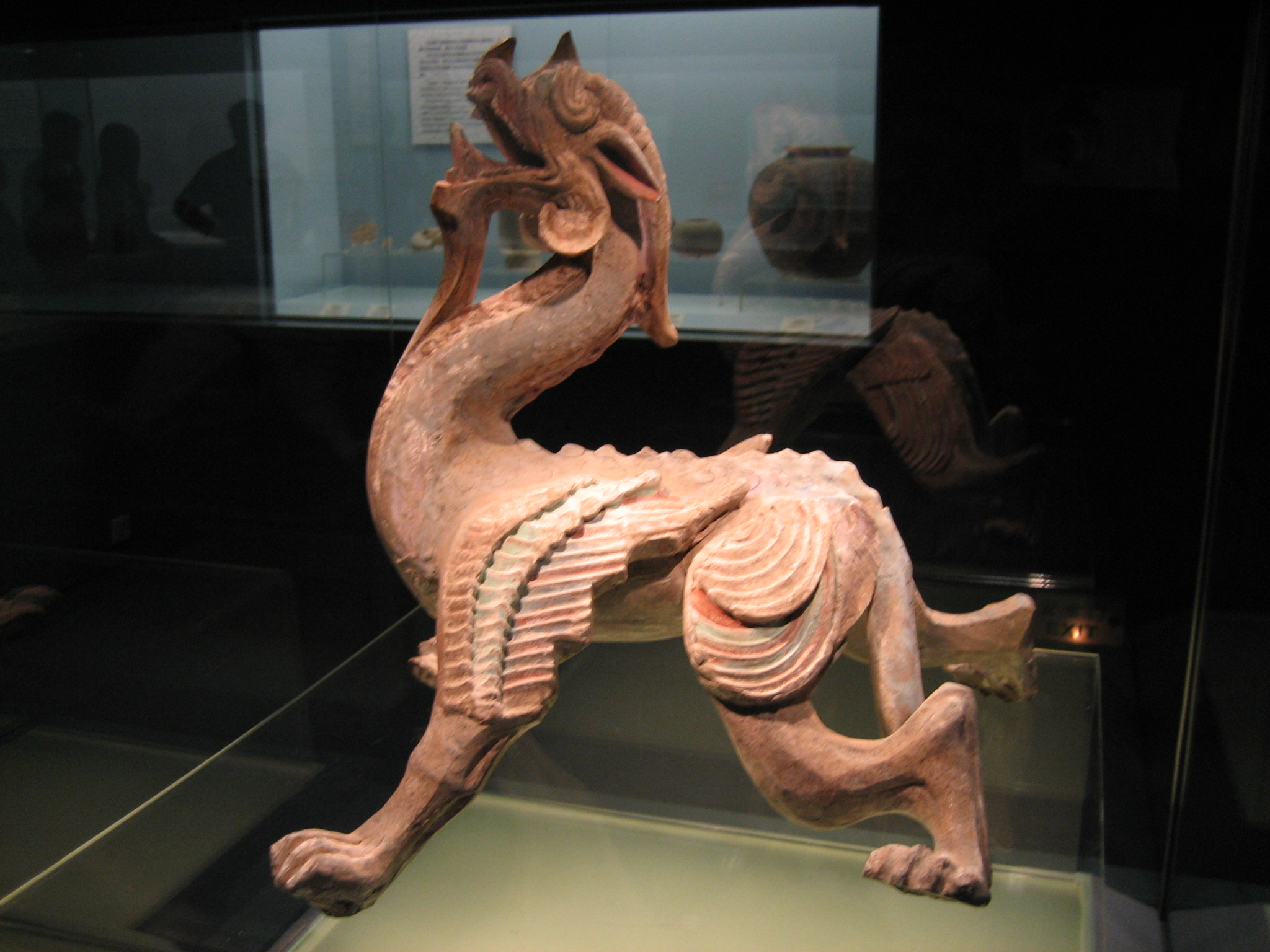
píxiū (貔貅)

## Expression
La phrase de Li Dongyang « le dragon a neuf fils [...] chacun a son talent propre » est parfois utilisé comme chengyu signifiant que les enfants d'une fratrie peuvent ne pas se ressembler. Un article à destination du grand public sur le site du ministère de la Santé taïwanais, intitulé « Qu'est-ce que la génétique? », affirme que cette science explique, entre autres, pourquoi « les fils du dragon ne sont pas [toujours] des dragons ».

## Toponymes
Ces créatures sont à l'origine de différents toponymes en Chine, tel que :
- Kowloon (prononciation cantonaise) à Hong Kong.
- Le xian de Jiulong dans la province du Sichuan.
- Le District de Jiulongpo, dans la municipalité de Chongqing.
- Le fleuve Jiulong, au Sud de la province du Fujian

Ainsi que 14 bourgs(zh), répartis dans toute la Chine, 6 étendues d'eau (zh), 5 rivières (zh), etc.